# Vadim de Persia
San Vadim o San Bademio archimandrita, mártir. Nació en el siglo IV en Bethlapat, Persia. Fue ejecutado por orden del rey Sapor II en el año 376.
Su festividad se celebra el 9 de abril.

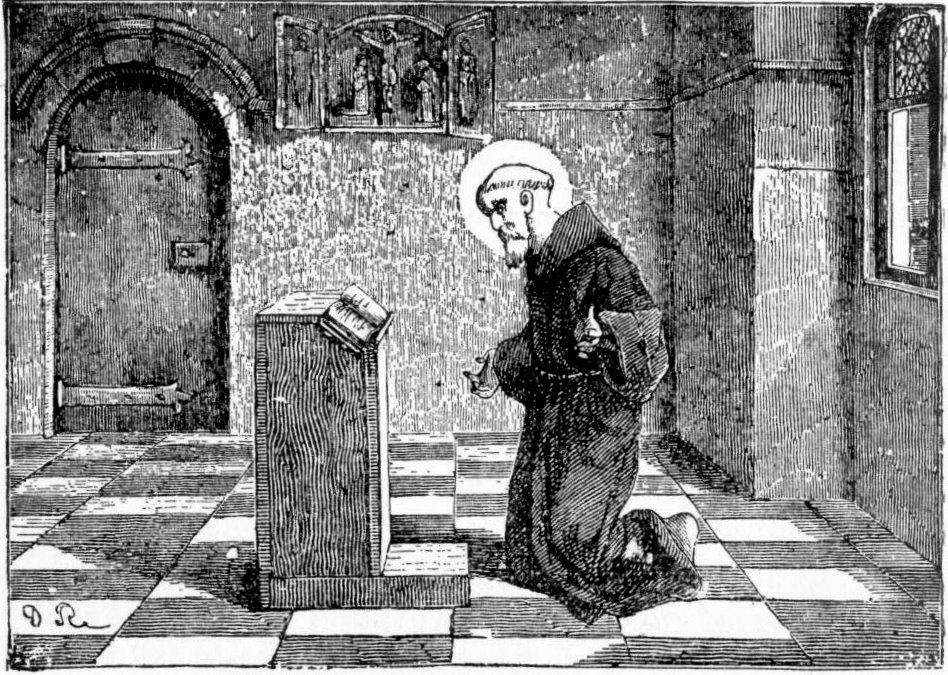
San Vadim. Ilustración del libro Pequeñas Vidas Pictóricas de los Santos (el libro mide 17 x 11 cm).

## Martirologio
En el año 36 de la persecución de Sapor II, Bademio fue arrestado junto a siete de sus monjes. Durante meses estuvo encadenado en una mazmorra. Al mismo tiempo un noble cristiano llamado Nersan, príncipe de la satrapía de Aria, también fue encarcelado por negarse a adorar al sol. Al principio Nersan parecía decidido a mantenerse en su fe, pero ante la visión de las posibles torturas terminó cediendo y prometió aceptar al dios solar. Para probar la sinceridad de Nersan el rey Sapor ordenó que Bademio fuera trasladado a la celda de Nersan, que se encontraba en una cámara en su palacio real. Sapor le dijo a Nersan que si mataba a Bademio le devolvería sus privilegios y derechos como príncipe.
Nersan aceptó las condiciones del rey. Le dieron una espada y se dispuso a hundirla en el pecho del monje. Sin embargo, se vio asaltado por un repentino terror, así que se detuvo al instante y fue incapaz de levantar el arma para golpear. Sin embargo, a pesar del miedo que sentía, continuó tratando de clavar su arma en el costado de Bademio, pero una combinación de miedo, vergüenza, remordimiento y respeto le invadió y sus golpes resultaron débiles e imprecisos. Las heridas del mártir eran tan numerosas que los testigos que presenciaron el martirio admiraron la invencible paciencia de Bademio, que aguardaba la muerte impertérrito.
El decidido mártir amonestó a su torturador diciéndole: Infeliz Nersan, mira a qué foso de impiedad te ha llevado tu apostasía. Con gozo voy al encuentro de la muerte; pero con gusto estaría dispuesto a morir bajo una mano que no fuera la tuya; ¿por qué debes ser tú mi verdugo?.
Nersan tuvo que golpear cuatro veces a Bademio para separarle la cabeza de su cuerpo. Poco tiempo después, asaltado por los remordimientos y la vergüenza por lo que había hecho, Nersan se suicidó. El cuerpo de San Bademio fue arrojado fuera de la ciudad por los persas sasánidas, pero los cristianos recogieron sus restos y los enterraron en secreto. Sus discípulos fueron liberados de su prisión en el año 379, tras la muerte del rey Sapor.